# Peder Balke
Peder Balke (Helgøya, 4 novembre 1804 – 5 febbraio 1887) è stato un pittore norvegese paesaggista romantico.

## Biografia
La sua biografia, segnata da un forte impegno politico e sociale, si discosta da quella degli altri artisti presenti suoi contemporanei, per il fatto di essere molto personale la sua arte allora non fu compresa appieno. Studiò a Oslo, a Stoccolma e a Dresda, dove per un breve periodo fu allievo di Johan Christian Dahl. Un avventuroso viaggio nel nord della Norvegia farà evolvere la sua pittura e sarà ispirato per tutta la vita da quei paesaggi.
È conosciuto per il ritratto della natura della Norvegia a cui dà una visione drammatica e romantica. Fu un potente visionario, rivelatore delle algide atmosfere nordiche.  Audaci le sue sperimentazioni coloristiche, nelle gamme fredde e fluorescenti.
Nel 1846 ha venduto trenta delle sue opere a Luigi Filippo per la reggia di Versailles

## Opere
- La tempesta, 1862 circa, Londra, National Gallery[1].